# دوره سیزدهم مجلس نمایندگان افغانستان
دوره سیزدهم مجلس نمایندگان افغانستان در سال ۱۳۴۸ گشایش یافت و در سال ۱۳۵۱ این دوره مجلس به پایان رسید.

## اقدامات
اجراات تقنینی:

### مسائل داخلی:[۱]
- تعیین محمد عمر وردک به عنوان رئیس شورای ملی دورهٔ سیزدهم.
- تصویب راجع به وظایف کمیسیون‌ها
- تصویب دربارهٔ تبدیل نام وزارت زراعت به وزارت زراعت و آبیاری
- تصویب دربارهٔ قانون انسداد قاچاق
- تصویب راجع به اصولنامهٔ پاسپورت به درخواست حکومت
- تصویب راجع به استیضاح حکومت مطابق ماده ۲۹ قانون اساسی
- تصویب راجع به رای اعتماد به کابینه دکتر عبدالظاهر

### قراردادهای اجتماعی:[۱]
- تصویب موافقتنامه فرهنگی بین حکومت شاهی افغانستان و حکومت ژاپن
- تصویب موافقتنامه تجاری میان حکومت شاهی افغانستان و جمهوری سوسیالیستی چکسلواکی
- تصویب دربارهٔ استخدام دو نفر متخصص قانون (یکی از کشورهای اسلامی و دیگری از دولت‌های غربی)

### کمیسیون‌ها:[۱]
- کمیسیون مالی و بودجه
- کمیسیون تطبیق و مراقبت قوانین و سمع شکایات
- کمیسیون روابط بین‌المللی
- کمیسیون تشکیلات اساسی و پلان انکشافی
- کمیسیون تقنین و امور عدلی
- کمیسیون امور داخله و اداره محلی
- کمیسیون امور دفاعی
- کمیسیون امور زراعت و مالداری
- کمیسیون امور صحیه
- کمیسیون امور تجارت

### انجمن‌ها:[۱]
- انجمن امور تجارت
- انجمن امور فواید عامه و مواصلات
- انجمن امور معادن و صنایع
- انجمن امور فرهنگی

## هیئت اداری
در این دوره مجلس نمایندگان اعضای هیئت رئیسه را انتخاب کردند.
رئیس: محمد عمر وردک نماینده ولسوالی چک وردک
معاون اول: عبدالاحد کرزی نماینده ولسوالی دند ولایت قندهار
معاون دوم: سید شاه ناصر نادری نماینده ولسوالی دوشی ولایت بغلان
منشی اول: سید مبین شاه امیر نماینده مرکز ولایت هلمند
منشی دوم: سید امیر نماینده ولسوالی خان‌آباد ولایت قندوز